# Spilarctia obliquizonata
Spilarctia obliquizonata là một loài bướm đêm thuộc phân họ Arctiinae, họ Erebidae.